# Veronica hispidula
Veronica hispidula är en grobladsväxtart. Veronica hispidula ingår i släktet veronikor, och familjen grobladsväxter.

## Underarter
Arten delas in i följande underarter:
- V. h. hispidula
- V. h. ixodes